# Julia Culp
Pour les articles homonymes, voir Culp.

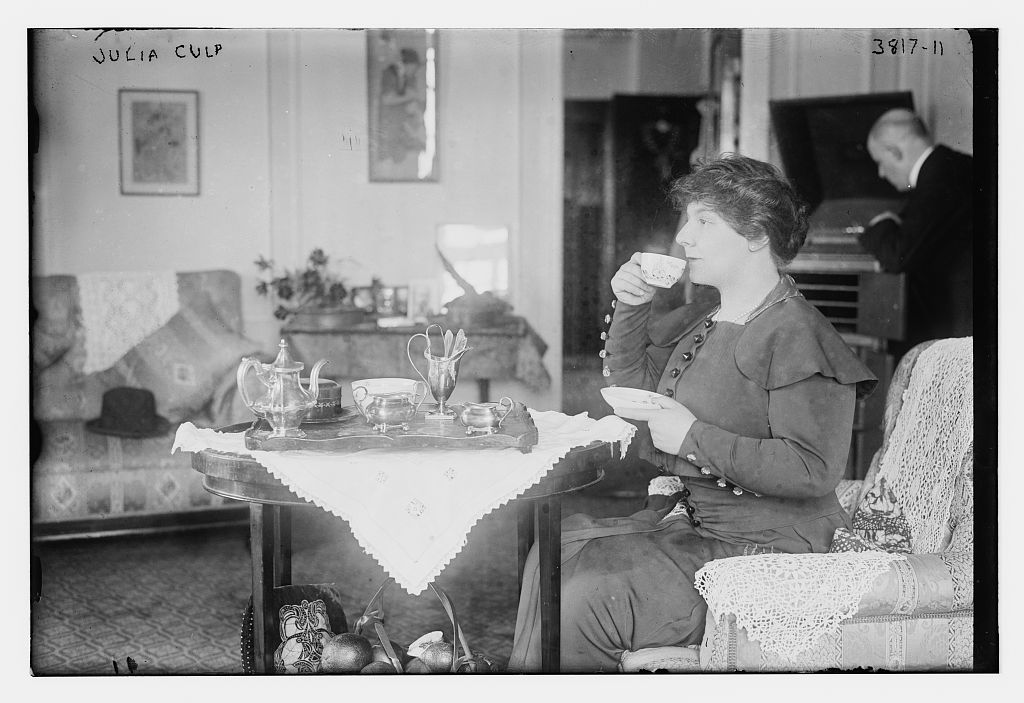
Julia Culp vers 1915.

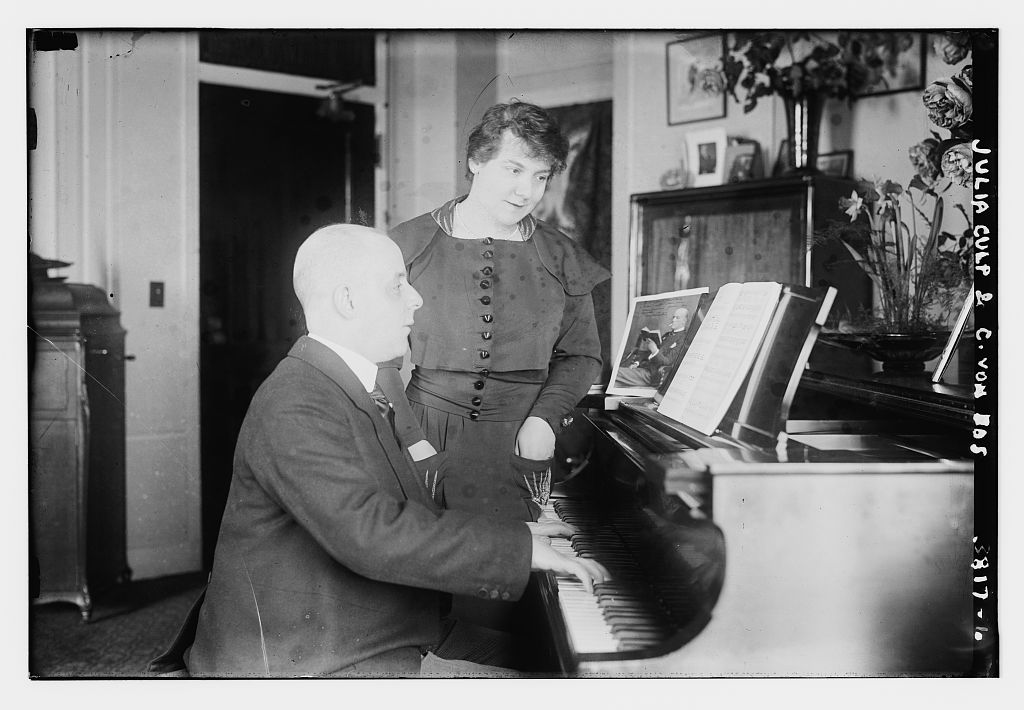
Julia Culp et Coenraad V. Bos vers 1915.

Julia Bertha Culp ou aussi Julia Culp-Merten, née le 6 octobre 1880 à Groningue, aux Pays-Bas et morte le 13 octobre 1970 à Amsterdam, est une célèbre mezzo-soprano néerlandaise des années 1900-1910, connue au niveau international comme le « rossignol hollandais ». Pendant longtemps, elle tourne dans toute l'Europe et l'Amérique, et partage la scène avec d'éminents compositeurs, chefs d'orchestre et chanteurs, Edvard Grieg, Richard Strauss, Camille Saint-Saëns, Enrico Caruso, Otto Klemperer, Willem Mengelberg, Pablo Casals, Percy Grainger, Enrique Granados et Thomas Beecham.
« Vous pourriez décrire Julia Culp comme une chanteuse pour connaisseur »
— Michael Oliver dans International Opera Collector en 2000.
« Sa voix n'était pas grande, son registre n'était pas large. Elle n'a jamais chanté à l'opéra ; les gestes dramatiques frappants n'étaient pas sa ligne. Ce en quoi elle excelle, ce sont les vertus de la chanteuse plutôt que celles de l'actrice vocale : legato soutenu, contrôle remarquable de la respiration, couleur subtile, soin impeccable des mots... mais le «chanteuse pour connaisseur» ne signifie pas que seuls les connaisseurs peuvent l'apprécier ; on devient connaisseur en l'écoutant. »
— Michael Oliver

## Biographie
Julia Culp est née dans une famille de musiciens et de comédiens juifs. Elle est la fille du joueur de contrebasse Baruch Culp et sa femme Sara Cohen. À l'âge de sept ans, elle commence à pratiquer le violon, et à 11 ans fait sa première représentation publique de violon. Sa première représentation en tant que chanteuse est le 30 décembre 1893. Durant l'été 1896, elle quitte Groningen pour Amsterdam, où elle étudie au conservatoire de renom, avec l'ancienne cantatrice Cornélie van Zanten (en).
Peu après avoir terminé ses études en 1900, la carrière de Julia Culp a pris son envol. Elle est découverte par l'Américain d'origine allemande, le chef d'orchestre Wilhelm Berger, qui l’emmène à Berlin pour chanter à la salle de concert Bechstein en 1901. Elle étudie à Berlin avec Etelka Gerster qui est convaincue de la qualité de sa voix.
Dès 1902, elle chante pour la reine Wilhelmine des Pays-Bas et en 1903, elle est invitée à chanter à la cour impériale allemande pour l'impératrice Augusta Victoria.
Elle est engagée pour les tournées des concerts Nikisch pour la saison 1908-1909. Elle chante à Paris en 1906 avec l'orchestre de la Société philharmonique de Paris et en 1909 à la salle de la Société des agriculteurs de France, 8 rue d'Athènes.
« Douée d'une voix admirable dont l'étendue, le timbre, l'homogénéité étonnent, Mme Julia Culp fait preuve d'une science du chant trop rare aujourd'hui- Schubert, Schumann et Brahms lui permirent de montrer aussi une profondeur de sentiment à laquelle le public ne put demeurer insensible. Bis et acclamations consacrèrent définitivement, à Paris, la personnalité fort connue en Allemagne, en Hollande et en Angleterre de Mme Julia Culp. »
— Louis Vuillemin dans Comoedia du 20 mai 1909.
« Ce qui caractérise le talent de Mme Julia Culp, c'est une étude approfondie du texte, soutenue par une voix d'une parfaite pureté et une science impeccable du chant. Chaque mélodie est marquée de nuances délicates, et les intentions, d'une charmante finesse, sont réalisées avec une sûreté et une grâce incomparables. Mme Julia Culp est de ces artistes qui, en de courts instants et dans les limites restreintes d'un lied, apportent à l'auditeur des satisfactions d'art plus élevées que bien des cantatrices de théâtre. »
— Albert Dayrolles dans Les Annales politiques et littéraires du 30 mai 1909.
En mai 1911, Julia Culp chante le rôle de l'ange dans The Dream of Gerontius dirigé par Henry Wood à Londres. Le 16 juin 1911, elle chante la pièce de mezzo-soprano de la première représentation de Songs of Sunset (en) de Frederick Delius dirigée par Thomas Beecham au Queen's Hall.
En 1913, elle fait ses débuts américains au Carnegie Hall de New York. Aux États-Unis, elle devient rapidement connue comme « The Dutch Nightingale (le rossignol hollandais) ».
Julia Culp fait quelque 90 enregistrements sonores, entre 1906 et 1926. Aux États-Unis, elle fait 41 enregistrements pour le label Victor dans les années 1914-17 et en 1924. En juillet 1926, elle fait son seul enregistrement électrique, à Berlin.
Elle épouse Erich Merten le 29 juin 1905 et ils s'installent à Zehlendorff près de Berlin. Cependant, leur mariage échoue et ils divorcent en 1918. Dans l'intervalle, elle rencontre un industriel tchèque Wilhelm Ginzkey (1856 - 1934) ; ils se marient le 23 juillet 1919. À l'époque, elle se convertit du judaïsme au catholicisme. Julia est restée mariée à Ginzkey jusqu'à sa mort en 1934. Elle termine sa carrière de chanteuse et s'installe à Vienne où elle est nommée professeure de chant à la Staatsacademie en 1937.
Dans l'intervalle, les Nazis ont pris le pouvoir en Allemagne. Après l'annexion de l'Autriche par l'Allemagne, l'Anschluss, en 1938, Julia Culp fuit vers les Pays-Bas, avec sa sœur Betsy, à Amsterdam. Quand les Nazis envahissent et occupent les Pays-Bas en 1940, Julia Culp une fois de plus se retrouve en danger. Elle et sa sœur entrent dans la clandestinité et réussissent à survivre à la guerre. Elles retournent dans leur appartement sur la place Daniël Willinkplein à Amsterdam, où Julia reste jusqu'à sa mort, à l'âge de 90 ans.